# Martin Florian
Martin Florian (* 20. prosince 2001) je český atlet, oštěpař z klubů ACTJ Jičín a AC Slovan Liberec. Na letních olympijských hrách mládeže 2018 v argentinském Buenos Aires získal bronzovou medaili v hodu oštěpem (700g; 76,24 m, osobní rekord). Studuje Gymnázium Dr. Antona Randy v Jablonci nad Nisou.